# Драгош
Дра́гош, або Дра́ґош (серб. Драгош, рум. Dragoş) — чоловіче особове ім'я південнослов'янського походження. Утворене від кореня Драг (дорогий) і суфікса -ош. Можливо, зменшувальна форма імен Драгольуб, Драгомил, Драгослав або Милодраг. Поширене серед сербів, хорватів, болгар, а також румунів і молдаван. Найвідоміший носій — перший молдавський правитель Драгош Водє. Інші форми — Дракош, Дракула.

## Особи
- Драгош I — перший правитель Молдавії.
- Драгош Грігоре — румунський футболіст.
- Драгош Неделку — румунський футболіст.

## Топоніми

### Румунія
- Драгош (річка) — притока Вішеу.
- Драгош-Воде (комуна)
- Драгош-Воде

## Інше
- Драгош Воде (Чернівці)
- Драгош Воде (хокейний клуб, Чернівці)